# کو آی. کرافورد
کو آی. کرافورد (به انگلیسی: Coe I. Crawford) سناتور سابق عضو حزب جمهوری‌خواه ایالات متحده آمریکا بود. وی در سال ۱۹۰۹ تا ۱۹۱۵ میلادی سناتور ایالت داکوتای جنوبی در سنای ایالات متحده آمریکا بود.